# 哈里·斯塔克·沙利文
哈里·斯塔克·沙利文（英語：Harry Stack Sullivan，1892年2月21日—1949年1月14日），美国心理学家，其心理学研究工作是基于直接和可检验的观察（相较于此，西格蒙德·弗洛伊德和他的追随者倾向于利用更抽象的概念，即潛意識，来进行研究）。

## 生平
沙利文来自一个爱尔兰移民家庭，在纽约州的諾威奇鎮长大，此地在当时有反天主教氛围，使得他处于一种社会孤立的生活状态里，这有可能是促使他投入精神病学研究的一个动因。他曾就读于Smyrna Union School，之后又在1909年进入康奈尔大学学习两年，于1917年在芝加哥内科与外科学院获得医学学位。
同克拉拉·湯普森，卡倫·霍妮，埃里希·弗羅姆，Otto Allen Will, Jr.，愛利克·埃里克森和Frieda Fromm-Reichmann一起，沙利文为基于个人所处的关系网来理解个人的方法奠定了基础。他发展出了一种基于人际关系的精神病学理论，该理论认为精神疾病很大程度上来自于文化的影响（参见社會精神病學）。他声称，与“心间”相比，“人际”应获得更多的关注。通过对融入其他人中间来获得的满足感的探究，沙利文得出孤独是人类最痛苦的心灵体验的结论。他还扩展了弗洛伊德的精神分析学，使其可应用于对严重精神失常，特别是精神分裂症患者的治疗。
沙利文是在心理学著作中提到significant other概念的第一人，此外，他还提出了以下两个概念：Self System，由个性特征组成的心理构态，在童年时期形成并在获得积极肯定时得到强化；security operations，同样在童年时期形成，用以回避焦虑和自尊受损。沙利文进一步将Self System定义为一种能够指导一系列I-You交互行为的导向机制；也就是说，个人的行为，是为了引致他人的某一特定回应。沙利文将此类交互行为称作Parataxical Integration，他指出这样的行为-回应组合能够变得很刻板并主宰一个成年人的思维模式，限制个人对眼前世界所作出的行为和回应，而这些行为和回应是基于个人眼前的世界的，并非基于世界真实的样子。这结果造成判断的失准，沙利文按其术语称之为parataxic distortion，一个能说明问题的典型情况是：根据以前的经验模式去体会和评价他人；这类似于弗洛伊德的移情说。沙利文还引入了"prototaxic communication"，一种更原始、稀少和初级形式的心理交变过程；以及"syntactic communication"，一种成熟化的情绪反应。
沙利文在人际关系上的研究工作成为了人际心理学的基础，这是一个强调应对病人与他人之间的互动模式的细节进行仔细探究的精神分析学流派。
沙利文首创了术语"problems in living"，用来描述那些被冠以所谓精神疾病的人在独自一人和与他人相处时所体验到的困难。这一短语后来被托马斯·萨斯继承和推广，他的工作是antipsychiatry运动的基础。在运动中，"Problems in living"变得倾向用于指称精神忧虑的表现。
1927年，他重新审读了富有争议、匿名出版的The Invert and his Social Adjustment一书，并在1929年称之为"a remarkable document by a homosexual man of refinement; intended primarily as a guide to the unfortunate sufferers of sexual inversion, and much less open to criticism than anything else of the kind so far published."
他是William Alanson White Institute的创建者之一，该机构被认为是世界顶级的独立精神分析学研究机构, 同时也是创刊于1937年的Psychiatry杂志的创立者之一。在1936年到1947年间，他领导了精神分析学的华盛顿学派。
1940年，他与Winfred Overholser，后者为美國精神醫學學會的一个有关军事动员的委员会工作，合作制订了一份对应征入伍者进行心理学筛选的指南。根据一位历史学者的记述，他相信"性慾在引起精神障礙中起的作用很小，成年同性戀者應被接受並讓他們獨自一人。"尽管他付出了很多努力，但其他人仍旧认为同性恋者没有资格服兵役。
1940年12月5日，沙利文开始为义务兵役管理部主管Clarence A. Dykstra担任精神病学顾问。他于1941年11月辞职，在对精神病学持批评态度的Gen. Lewis B. Hersey成为主管之后。
1925年到1929年间，他在Sheppard Pratt医院开设了一间精神分裂症实验性医疗病房，此间的经历使他声名鹊起。病房不使用镇静剂，拥有约86%的治愈率。所有病人都是男性同性恋者，经过特别培训的病房护士也都是同性恋者或能够接受同性恋的人。因此，患有精神分裂症的男性同性恋病人能够和护士积极交流互动，他们因社会偏见和缺乏亲密同性关系而受到的伤害也就得到了治疗。
沙利文和比他小20岁、以"Jimmie"之名为人所知的James Inscoe Sullivan的有一段始于1929年并持续了22年的交往经历。沙利文对自己的性取向保密，并告诉他的亲密朋友说Jimmie是他的养子。

## 写作经历
尽管沙利文在他的有生之年只发表了很少的作品，他却影响了几代的精神健康学者，特别是通过他在华盛顿Chestnut Lodge的演讲。Leston Havens称他是美国精神分析学最重要的幕后影响者。他的思想在其身后被编集出版，由Helen Swick Perry任编辑，后者另于1982年出版了一部他的详细的传记(Perry, 1982, Psychiatrist of America)。以下作品被位于安纳波利斯的马里兰州档案馆收为Special Collections(MSA SC 5547)：Conceptions of Modern Psychiatry, Soundscriber Transcriptions (Feb. 1945-May 1945); Lectures 1-97 (begins Oct. 2, 1942); Georgetown University Medical School Lectures (1939); Personal Psychopathology (1929–1933); The Psychiatry of Character and its Deviations-undated notes.

## 著作
他的作品包括The Interpersonal Theory of Psychiatry (1953)  （页面存档备份，存于）；"The Psychiatric Interview" (1954),Conceptions of Modern Psychiatry (1947/1966)；" Schizophrenia as a Human Process (1962)。他的Personal Psychopathology (1933/1972)一书中有一章的主要内容是"男性青春期"，包含有关性行为、个性形成和社会苛责之间的相互作用的更多信息。